# Werner Moeller Freile
Werner Moeller Freile (* 1933 oder 1934) ist ein ecuadorianischer Diplomat.

## Leben
Er war als Unternehmer tätig und gehörte darüber hinaus ab 1980 dem Wohltätigkeitsausschuss von Guayaquil (Junta de Beneficencia de Guayaquil) an. 1993 trat er von dem Amt zurück, da er im diplomatischen Dienst Ecuadors tätig wurde. Moeller Freile war ab dem 21. September 1999 außerordentlicher und bevollmächtigter Botschafter Ecuadors in Deutschland mit Sitz in Berlin. Er war Präsident der Gruppe der Botschafter Lateinamerikas und der Karibischen Staaten in Deutschland. Moeller Freile entstammt einer Familie mit deutschen Wurzeln, sein Großvater war 1880 aus Deutschland ausgewandert. Nach seiner Rückkehr aus Deutschland wurde er 2004 wieder Mitglied des Wohltätigkeitsausschusses, dem er mit der Vermittlung von Spenden auch in seiner Auslandszeit verbunden geblieben war. Im Jahr 2010 wurde er Direktor des Ausschusses. Er engagierte sich unter anderem für die Einrichtung einer geburtshilflich-gynäkologischen Klinik Alfredo G. Paulson, die mit 20 Millionen US-Dollar aus privaten und staatlichen Mitteln entstand.